# Moore's Island
Moore's Island è un'isola e un distretto delle Bahamas situata al largo delle isole Abaco. La popolazione è concentrata in due cittadine, Hard Bargain che è il capoluogo e Bight.